# Estação Ferroviária de Canal-Caveira
A Estação Ferroviária de Canal-Caveira é uma gare encerrada da Linha do Sul, que servia a localidade de Canal Caveira, no distrito de Setúbal, em Portugal.

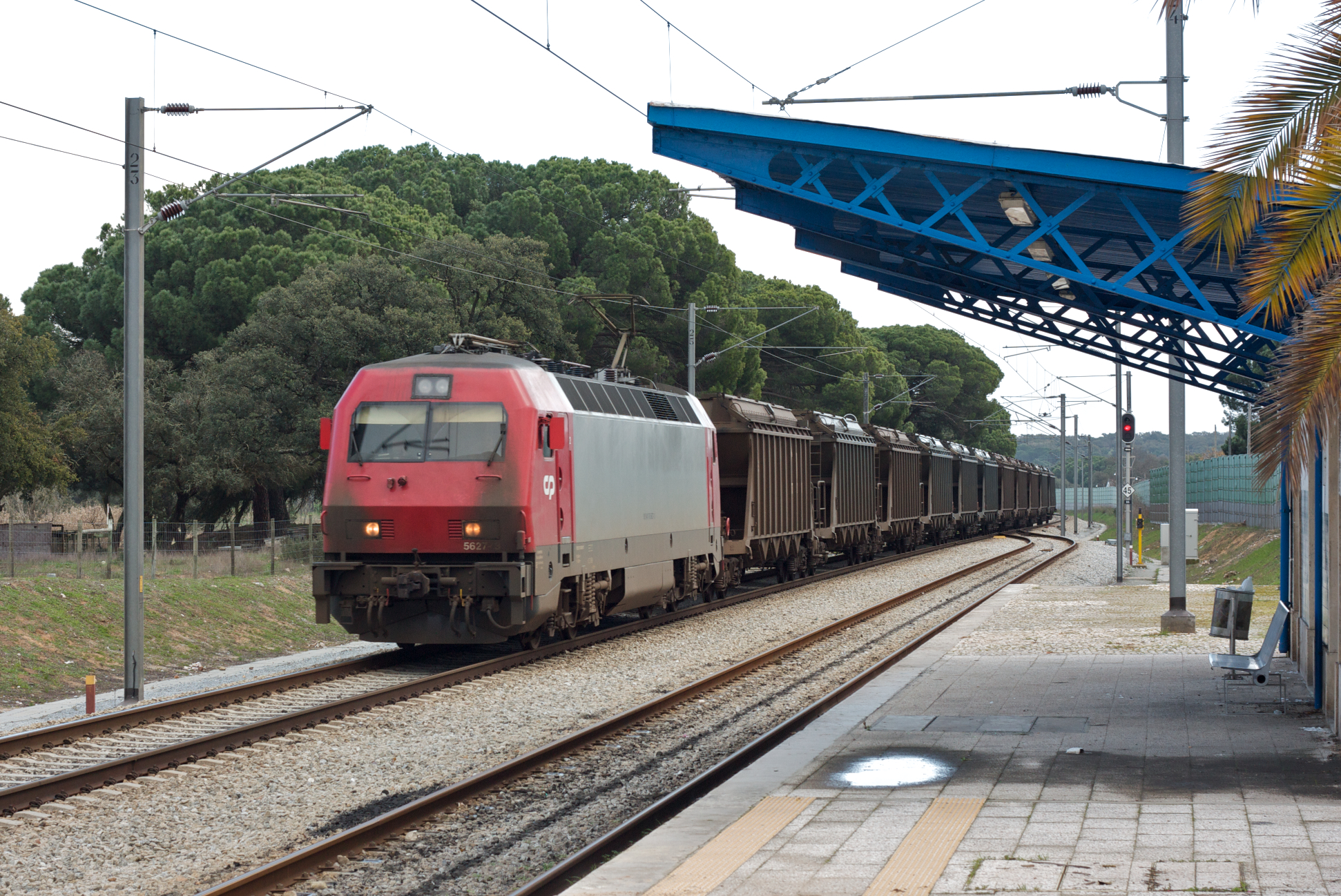
Comboio de mercadorias a passar pela Estação de Canal Caveira, em 2009

## Descrição
Em Janeiro de 2011 tinha duas vias, ambas com 410 m de comprimento; a única plataforma tinha 70 a 40 cm de altura, e 70 a 50 m de comprimento.

## História
Em 1 de Julho de 1916, a Gazeta dos Caminhos de Ferro noticiou que estava prevista para breve a construção do troço da Linha do Vale do Sado entre Lousal e Grândola, com estações em Canal Caveira e Azinheira dos Barros. A ligação entre Lousal e Canal Caveira abriu à exploração em 20 de Setembro desse ano, enquanto que o troço seguinte, até Grândola, entrou ao serviço em 22 de Outubro.